# Alex da Kid
Alexander Grant, Alex da Kid, född 27 augusti 1983, är en engelsk musikproducent. Han har producerat låtar för artister som Nicki Minaj, Hayley Williams, Eminem och Rihanna.

### Översättning
Den här artikeln är helt eller delvis baserad på material från engelska Wikipedia.